# Nastanthus diazi
Nastanthus diazi är en calyceraväxtart som först beskrevs av Rodolfo Amando Philippi, och fick sitt nu gällande namn av Rodolfo Amando Philippi och Karl Friedrich Carlos Federico Reiche. Nastanthus diazi ingår i släktet Nastanthus och familjen calyceraväxter. Inga underarter finns listade i Catalogue of Life.